# František z Anjou
František Herkules z Anjou, vévoda z Alençonu, francouzsky François, duc d´Alençon (18. března 1555 Saint-Germain-en-Laye – 19. června 1584 Château-Thierry) byl nejmladším synem francouzského krále Jindřicha II. z rodu Valois a Kateřiny Medicejské z rodu Medicejských a bratrem francouzských králů Františka II., Karla IX. a Jindřicha III.

## Mládí
Pokřtěn byl jménem Herkules, ale na počest svého staršího bratra Františka II. přijal při biřmování jméno František. V mládí byl velmi ambiciózní a toužil po tom, aby mu byl ve Francii svěřen nějaký důležitý a významný úřad. Toho dosáhl nakrátko jen v roce 1569, kdy zastupoval nepřítomného krále v Paříži. V roce 1574 zemřel král Karel IX. a vládcem Francie se stal další Františkův bratr Jindřich III. Jelikož byl Jindřich III. bezdětný, stal se František následníkem trůnu – Dauphinem. V roce 1576 pak ke svým dosavadním titulům získal další – stal se vévodou z Anjou, Berry a Touraine. S královským bratrem Jindřichem III. vycházel zpočátku dobře, ale jeho touha po moci a uznání byla příliš silná. Přidal se k hugenotské protikrálovské opozici a v řadách protestantského vojska bojoval ve válce v letech 1574–1576 proti vojskům katolickým. V roce 1576 pak podepsal v Beaulieu dokument ukončující tuto fázi války.

## Nizozemské dobrodružství
V roce 1579 se František nechal přesvědčit Vilémem I. Oranžským k největšímu dobrodružství svého politického života. Vilém I. Oranžský Františka požádal, zda by se nechtěl stát dědičným panovníkem Spojených nizozemských provincií. 29.9. 1580 podepsal vévoda František smlouvu z Plessis-les-Tours, čímž přijal titul Ochránce svobodného Nizozemí.

## Nápadník Alžběty I.
V tomtéž čase se stal František z Anjou také uchazečem o ruku anglické královny Alžběty I. Přestože byl mezi Alžbětou a Františkem velký věkový rozdíl (Alžbětě I. bylo 46 let a Františkovi 24 let), byli si od prvního setkání vzájemně velmi sympatičtí. Alžběta nazvala Františka v přátelském žertu "Žába" a říkala mu tak po celou dobu jeho pobytu v Anglii. Sama Alžběta I. si však nebyla vůbec jistá tím, zda vůbec touží po nějakém sňatku. Také obyvatelé Anglie byli většinou proti sňatku své královny a rovněž protestantské šlechtě byla proti mysli představa, že by budoucím králem země měl být katolík a Francouz František. Z přátelství Alžběty a Františka tak nakonec sňatek nevzešel a po třech měsících námluv vévoda z Anjou odjel z Anglie rovnou do Nizozemí.

## Odchod z Nizozemí
Ve Spojených nizozemských provinciích byl František od samého počátku velmi neoblíbený. Provincie Holland a Zeeland jeho vládu nikdy neuznaly a také obyvatelé ostatních provincií se na vévodu, pocházejícího z francouzské královské katolické rodiny, dívali s podezřením. Vilém I. Oranžský byl rovněž kritizován za svou „francouzskou politiku“. František byl se svou slabou politickou pozicí velmi nespokojený a toužil po dosažení absolutní vlády nad celým územím. V roce 1582 dorazily do Nizozemí francouzské vojenské posily a František se rozhodl dobýt jemu nepřátelská města Antverpy, Bruggy, Dunkerke a Ostende. 18. 1. 1583 se vévoda se svým vojskem objevil před branami Antverp. Občany města požádal o otevření bran města a umožnění pokojného vstupu. Vojsko bylo skutečně do města vpuštěno, ale pak se za ním brány náhle opět uzavřely. Vojáci se ocitli v pasti. Občané města na ně z oken házeli kameny, kachle a další těžké předměty. Františkovi a malé skupině vojáků se podařilo utéci. Na ulicích Antverp však zůstalo 1500 mrtvých. Touto ostudnou událostí skončila vláda Františka vévody z Anjou v Nizozemí.

## Nákaza a smrt
Krátce po návratu do Francie onemocněl František malárií. V roce 1584 ho nechala matka Kateřina Medicejská převézt do Paříže, kde se umírající František setkal s bratrem Jindřichem III., který mu zřejmě vše odpustil.
19. června 1584 František vévoda z Anjou ve věku 29 let zemřel. Pochován byl v katedrále Saint-Denis. Nikdy se neoženil a nezanechal po sobě žádné potomky. Po smrti rovněž bezdětného Jindřicha III. se stal králem Francie Jindřich IV. z rodu Bourbonů.

## Tituly
Od roku 1560 vévoda z Évreux. Od roku 1566 vévoda z Alençonu a Chàteau-Thierry, hrabě z Perche, Meulan a Mantes. Od roku 1574 Dauphin a od roku 1576 vévoda z Anjou, Berry a Touraine.

## Vývod z předků
|                     |                                 |  |                   |                         |  |  |  |  |  |  |  | Jan Orleánský |
|                     |                                 |  |                   |                         |  |  |  |  |  |  |  |               |
|                     | Karel z Angoulême               |  |                   |                         |  |  |  |  |  |  |  |               |
|                     |                                 |  |                   |                         |  |  |  |  |  |  |  |               |
|                     |                                 |  |                   | Markéta de Rohan        |  |  |  |  |  |  |  |               |
|                     |                                 |  |                   |                         |  |  |  |  |  |  |  |               |
|                     | František I. Francouzský        |  |                   |                         |  |  |  |  |  |  |  |               |
|                     |                                 |  |                   |                         |  |  |  |  |  |  |  |               |
|                     |                                 |  |                   | Filip II. Savojský      |  |  |  |  |  |  |  |               |
|                     |                                 |  |                   |                         |  |  |  |  |  |  |  |               |
|                     | Luisa Savojská                  |  |                   |                         |  |  |  |  |  |  |  |               |
|                     |                                 |  |                   |                         |  |  |  |  |  |  |  |               |
|                     |                                 |  |                   | Markéta Bourbonská      |  |  |  |  |  |  |  |               |
|                     |                                 |  |                   |                         |  |  |  |  |  |  |  |               |
|                     | Jindřich II. Francouzský        |  |                   |                         |  |  |  |  |  |  |  |               |
|                     |                                 |  |                   |                         |  |  |  |  |  |  |  |               |
|                     |                                 |  |                   | Karel Orléanský         |  |  |  |  |  |  |  |               |
|                     |                                 |  |                   |                         |  |  |  |  |  |  |  |               |
|                     | Ludvík XII. Francouzský         |  |                   |                         |  |  |  |  |  |  |  |               |
|                     |                                 |  |                   |                         |  |  |  |  |  |  |  |               |
|                     |                                 |  |                   | Marie Klevská           |  |  |  |  |  |  |  |               |
|                     |                                 |  |                   |                         |  |  |  |  |  |  |  |               |
|                     | Klaudie Francouzská             |  |                   |                         |  |  |  |  |  |  |  |               |
|                     |                                 |  |                   |                         |  |  |  |  |  |  |  |               |
|                     |                                 |  |                   | František II. Bretaňský |  |  |  |  |  |  |  |               |
|                     |                                 |  |                   |                         |  |  |  |  |  |  |  |               |
|                     | Anna Bretaňská                  |  |                   |                         |  |  |  |  |  |  |  |               |
|                     |                                 |  |                   |                         |  |  |  |  |  |  |  |               |
|                     |                                 |  |                   | Markéta z Foix          |  |  |  |  |  |  |  |               |
|                     |                                 |  |                   |                         |  |  |  |  |  |  |  |               |
| 'František z Anjou' |                                 |  |                   |                         |  |  |  |  |  |  |  |               |
|                     |                                 |  |                   |                         |  |  |  |  |  |  |  |               |
|                     |                                 |  | Lorenzo de Medici |                         |  |  |  |  |  |  |  |               |
|                     |                                 |  |                   |                         |  |  |  |  |  |  |  |               |
|                     | Petr Medicejský                 |  |                   |                         |  |  |  |  |  |  |  |               |
|                     |                                 |  |                   |                         |  |  |  |  |  |  |  |               |
|                     |                                 |  |                   | Clarisse Orsini         |  |  |  |  |  |  |  |               |
|                     |                                 |  |                   |                         |  |  |  |  |  |  |  |               |
|                     | Lorenzo II. Medicejský          |  |                   |                         |  |  |  |  |  |  |  |               |
|                     |                                 |  |                   |                         |  |  |  |  |  |  |  |               |
|                     |                                 |  |                   | Roberto Orsini          |  |  |  |  |  |  |  |               |
|                     |                                 |  |                   |                         |  |  |  |  |  |  |  |               |
|                     | Alfonsina Orsini                |  |                   |                         |  |  |  |  |  |  |  |               |
|                     |                                 |  |                   |                         |  |  |  |  |  |  |  |               |
|                     |                                 |  |                   | Catherine San Severino  |  |  |  |  |  |  |  |               |
|                     |                                 |  |                   |                         |  |  |  |  |  |  |  |               |
|                     | Kateřina Medicejská             |  |                   |                         |  |  |  |  |  |  |  |               |
|                     |                                 |  |                   |                         |  |  |  |  |  |  |  |               |
|                     |                                 |  |                   | Bertrand VI. z Auvergne |  |  |  |  |  |  |  |               |
|                     |                                 |  |                   |                         |  |  |  |  |  |  |  |               |
|                     | Jan III. z Auvergne             |  |                   |                         |  |  |  |  |  |  |  |               |
|                     |                                 |  |                   |                         |  |  |  |  |  |  |  |               |
|                     |                                 |  |                   | Louise de la Trémoille  |  |  |  |  |  |  |  |               |
|                     |                                 |  |                   |                         |  |  |  |  |  |  |  |               |
|                     | Madeleine de la Tour d'Auvergne |  |                   |                         |  |  |  |  |  |  |  |               |
|                     |                                 |  |                   |                         |  |  |  |  |  |  |  |               |
|                     |                                 |  |                   | Jan VIII. z Vendôme     |  |  |  |  |  |  |  |               |
|                     |                                 |  |                   |                         |  |  |  |  |  |  |  |               |
|                     | Jana Bourbonská-Vendôme         |  |                   |                         |  |  |  |  |  |  |  |               |
|                     |                                 |  |                   |                         |  |  |  |  |  |  |  |               |
|                     |                                 |  |                   | Isabela de Beauvau      |  |  |  |  |  |  |  |               |
|                     |                                 |  |                   |                         |  |  |  |  |  |  |  |               |